# یعقوب آژند
یعقوب آژند (زادهٔ ۲۹ خرداد ۱۳۲۸ در میاندوآب) پژوهشگر ایرانی تاریخ، هنر و ادبیات است. آژند دوره کارشناسی تاریخ را در دانشگاه تبریز، دوره کارشناسی ارشد را در پژوهشکده فرهنگ ایران و دوره دکتری تاریخ را در دانشگاه تهران گذراند.

### الف __ ترجمه
1. فلسفه هنر و زیبایی‌شناسی، راجر اسکراتن، جان هاسپرس، یعقوب آژند (مترجم)، ناشر: دانشگاه تهران[۱]
2. هنر و معماری اسلامی ۱، ریچارد اتینگهاوزن، الگ گرابر، یعقوب آژند (مترجم)، ناشر: سمت[۱]
3. هنر و معماری اسلامی ۲، شیلا بلر، جاناتان بلوم، یعقوب آژند (مترجم)، فائزه دینی (مترجم)، ناشر: سمت[۱]
4. سیر و صور نقاشی ایران، تامس آرنولد، یعقوب آژند (مترجم)، آرتور اپهام پوپ (زیرنظر)، ناشر: مولی[۱]
5. ترکان در ایران، برتولد اشپولر، ولادیمیرفئودوروویچ مینورسکی، کلیفوردادموند بازورث، فاروق سومر، کلود کاهن، یعقوب آژند (مترجم)، ناشر: مولی[۱]
6. هنر سلجوقی و خوارزمی، مارگریتا کاتلی، لوئی هامبی، یعقوب آژند (مترجم)، ناشر: مولی[۱]
7. هنر اسلامی، ارنست کونل، یعقوب آژند (مترجم)، ناشر: مولی[۱]
8. فرهنگهای هنری ایران: ماقبل تاریخ، هنر مادی، هنر هخامنشی، هنر پارتی، رومن گیرشمن، یعقوب آژند (مترجم)، ناشر: مولی[۱]
9. تداوم و تحول در تاریخ میانه ایران، آن کاترین سواین فورد لمبتون، یعقوب آژند (مترجم)، ناشر: نشر نی[۱]
10. سلسله‌های متقارن در ایران: طاهریان، صفاریان، سامانیان، غزنویان و …، برتولد اشپولر، یعقوب آژند (مترجم)، ناشر: مولی[۱]
11. تاریخ اقتصادی ایران، یعقوب آژند (مترجم)، ناشر: گستره[۱]
12. تاریخ‌نگاری در ایران، برتولد اشپولر، یعقوب آژند (مترجم)، ناشر: گستره[۱]
13. ایران باستان: پیشاتاریخ، عیلامیان، هخامنشیان، سلوکیان، پارتیان، ساسانیان، رومن گیرشمن، پیر آمیه، کایلر یانگ، بیوار، استروناخ، یعقوب آژند (مترجم)، ناشر: مولی[۱]
14. تاریخ ایران: دوره صفویان، یعقوب آژند (مترجم)، ناشر: جامی[۱]
15. هنر هند و ایرانی - هند و اسلامی، هرمان گوتس، مادلین هالاید، یعقوب آژند (مترجم)، ناشر: مولی[۱]
16. هنر سامانی و هنر غزنوی، ریچارد اتینگهاوزن، اومبرتو شواتو، آلسیو بمباچی، یعقوب آژند (مترجم)، ناشر: مولی[۱]
17. هنر ایلخانی و تیموری، امبرتو شراتو، ارنست گروبه، یعقوب آژند (مترجم)، ناشر: مولی[۱]
18. هنر اموی و عباسی، ریچارد اتینگهاوزن، آلک گرابار، یعقوب آژند (مترجم)، ناشر: مولی[۱]
19. هنر و ادب ایران، گالیناآناتولیونا پوگاچنکووا، آنتونی ولش، ژان دوبروین، سوات سوچک، اسکیرس، رابینسن، یعقوب آژند (مترجم)، ناشر: مولی[۱]
20. هنر نگارگری ایران، بزیل ویلیام رابینسون، یعقوب آژند (مترجم)، ناشر: مولی[۱]
21. هنر صفوی، زند، قاجار، جان روبرتو اسکارچا، یعقوب آژند (مترجم)، ناشر: مولی[۱]
22. هنر پارتی و ساسانی، امبرتو شراتو، ماریو بوسالی، یعقوب آژند (مترجم)، ناشر: مولی[۱]
23. معماری جهان اسلام (تاریخ و مفهوم اجتماعی آن)، الگ گرابر، ارنست گروبه، جیمز دیکی، الینور سیمز، رانلد لیوکاک، دالو جونز، گای پیتر بریج، یعقوب آژند (مترجم)، جرج میشل (ویراستار)، ناشر: مولی[۱]
24. سیری در تاریخ ایران بعد از اسلام، آن کاترین سواین فورد لمتون، یعقوب آژند (مترجم)، ناشر: امیرکبیر[۱]
25. انواع ادبی در ایران امروز، یعقوب آژند (مترجم)، ناشر: قطره[۱][۵]
26. اماکن هنری ایران، جان روبرتو اسکارچا، یعقوب آژند (مترجم)، ناشر: مولی[۱][۶]
27. اسماعیلیان، لوئی ماسینیون، مارشال گودوین سیمز هاجسن، برنارد لویس، آصف فیضی، یعقوب آژند (مترجم)، ناشر: مولی[۱][۷]
28. تیموریان، یعقوب آژند (مترجم)، ناشر: مولی[۱]
29. بویهیان، یعقوب آژند (مترجم)، ناشر: مولی[۱]
30. ایلخانان، یعقوب آژند (مترجم)، ناشر: مولی[۱]
31. رضا عباسی اصلاح گر سرکش، شیلا کنبی، یعقوب آژند (مترجم)، ناشر: فرهنگستان هنر[۱]
32. نقاشی و نقاشان دوره قاجار، پیتر چلکووسکی، ویلم فلور، یعقوب آژند (مترجم)، مریم اختیار (مترجم)، ناشر: ایل شاهسون بغدادی - ۱۳۸۱[۱]
33. سلجوقیان، کلیفوردادموند بازورث، یعقوب آژند (مترجم)، ناشر: مولی[۱]
34. صفویان، امین بنانی، یعقوب آژند (مترجم)، ناشر: مولی[۱]
35. دیوانسالاری در عهد سلجوقی (وزارت در عهد سلجوقی)، کارلا کلاوسنر، یعقوب آژند (مترجم)، ناشر: امیرکبیر[۱]
36. درآمدی بر آیین تصوف، تیتوس بورکهارت، یعقوب آژند (مترجم)، ناشر: مولی[۱]
37. تاریخچه زیبائی‌شناسی و نقد هنر، یوگو اسپریتو، یعقوب آژند (مترجم)، ناشر: مولی[۱]
38. هنر مانوی و زردشتی، لوئی هامبی، گئو ویدن گرن، مونره دو ویلار، یعقوب آژند (مترجم)، ناشر: مولی[۱]

### ب __ تالیفات
1. تاریخ ایران، دوره تیموریان، یعقوب آژند، ناشر: جامی - ۱۳۸۲[۱]
2. سلطانعلی مشهدی، یعقوب آژند، ناشر: امیرکبیر، کتاب‌های جیبی[۱]
3. محمدزمان و شیوه فرنگی سازی، یعقوب آژند، ناشر: امیرکبیر، کتاب‌های جیبی[۱]
4. نگارگری ایران (پژوهشی در تاریخ نقاشی و نگارگری ایران)، یعقوب آژند، ناشر: سمت[۱][۸]
5. کمال الدین بهزاد، یعقوب آژند، ناشر: امیرکبیر، کتاب‌های جیبی[۱]
6. سلطان محمد تبریزی، یعقوب آژند، ناشر: امیرکبیر، کتاب‌های جیبی[۱]
7. مکتب نگارگری شیراز، یعقوب آژند، ناشر: فرهنگستان هنر[۱]
8. مکتب نگارگری اصفهان، یعقوب آژند، ناشر: وزارت فرهنگ و ارشاد اسلامی، سازمان چاپ و انتشارات، فرهنگستان هنر[۱]
9. مکتب نگارگری تبریز و «قزوین - مشهد»، یعقوب آژند، ناشر: فرهنگستان هنر[۱]
10. سیمای سلطان محمدنقاش، یعقوب آژند، ناشر: فرهنگستان هنر[۱]
11. مجموعه مقالات نگارگری مکتب اصفهان، مهدی حسینی، حبیب‌الله آیت‌اللهی، یعقوب آژند، اصغر جوانی، مهدی هراتی، مهرداد احمدیان، عبادالله بهاری، ناشر: فرهنگستان هنر[۱]
12. تجدد ادبی در دوره مشروطه، یعقوب آژند، ناشر: انتشارات انجمن قلم ایران[۱]
13. مکتب نگارگری هرات، یعقوب آژند، ناشر: فرهنگستان هنر[۱]
14. نمایش در دوره صفوی، یعقوب آژند، ناشر: فرهنگستان هنر[۱]
15. استاد محمد سیاه قلم، یعقوب آژند، ناشر: امیرکبیر، کتاب‌های جیبی[۱]
16. صادقی بیک افشار، یعقوب آژند، ناشر: امیرکبیر، کتاب‌های جیبی[۱]
17. پیشگامان نگارگری و نستعلیق، یعقوب آژند، ناشر: امیرکبیر، کتاب‌های جیبی[۱]
18. رضا عباسی، یعقوب آژند، ناشر: امیرکبیر، کتاب‌های جیبی[۱]
19. یاقوت مستعصمی، یعقوب آژند، ناشر: امیرکبیر، کتاب‌های جیبی[۱]
20. میرعماد حسنی قزوینی، یعقوب آژند، ناشر: امیرکبیر، کتاب‌های جیبی[۱]
21. میرزاابوالحسن خان غفاری صنیع المک، یعقوب آژند، ناشر: امیرکبیر، کتاب‌های جیبی[۱]
22. محمودخان ملک الشعرا، یعقوب آژند، ناشر: امیرکبیر، کتاب‌های جیبی[۱]
23. میرزامحمدخان غفاری کمال الملک، یعقوب آژند، ناشر: امیرکبیر، کتاب‌های جیبی[۱]
24. تجدد ادبی در دوره مشروطه، یعقوب آژند، ناشر: مؤسسه تحقیقات و توسعه علوم انسانی[۱]